# ザ・ロード (2009年の映画)
『ザ・ロード』（The Road）は、2009年のアメリカ映画（日本公開は2010年）。原作は『すべての美しい馬』『ノーカントリー』が映画化され高い評価を得たコーマック・マッカーシーの2006年発表のベストセラー小説『ザ・ロード』。

## 概要
2006年11月にプロデューサーのニック・ウェクスラーが映画化権を購入する。ウェスラーは『プロポジション -血の誓約-』を観て、ジョン・ヒルコートを本作の監督に抜擢することを決めた。
撮影は2008年2月下旬にペンシルベニア州で始まり、その後ルイジアナ州とオレゴン州に移った。ヒルコート監督の意向により、CGIを使わないロケ撮影が行われた。
本作は元々2008年11月に公開される予定だったが、同年12月に延期され、さらにその後もポストプロダクションの遅れや他作品との競合回避のために2009年にまで延期された。新たな公開日は2009年10月16日に設定されたが、ワインスタイン・カンパニーによって11月25日にまでさらに先延ばしされた。
2009年9月に行われた第66回ヴェネツィア国際映画祭で世界初上映された。

## ストーリー
大災害により文明を失ってから10年以上経った世界、空は塵に覆われ寒冷化が進み動植物は死滅していく。生き残った人間は餓死するか自殺するかお互いを食い合うしかない。そんな荒廃した世界においてもなお父と息子は他人を助け、善き者であろうと生きつつ寒さから逃れるため南を目指し歩き続ける。

## 原作の日本語訳
- コーマック・マッカーシー『ザ・ロード』、黒原敏行訳、早川書房、2008年／ハヤカワ文庫、2018年

## キャスト
※括弧内は日本語吹替
- 父 - ヴィゴ・モーテンセン（てらそままさき）
- 息子 - コディ・スミット＝マクフィー（冨澤風斗）
- 母 - シャーリーズ・セロン（恒松あゆみ）
- 老人 - ロバート・デュヴァル（藤本譲）
- 退役軍人 - ガイ・ピアース（遠藤大智）
- 退役軍人の妻 - モリー・パーカー
- 盗人 - マイケル・ケネス・ウィリアムズ
- ギャング - ギャレット・ディラハント

## 評価
Rotten Tomatoesでは176のレビュー中76%が本作を支持し、Metacriticでの平均スコアは32のレビューで64点だった。
『エスクァイア』誌のトム・チャレラは本作を「今年最も重要で優れた映画」と評した。

### 受賞とノミネート
| 賞                                     | 部門           | 結果       | 候補者                       |
| -------------------------------------- | -------------- | ---------- | ---------------------------- |
| 第8回ワシントンD.C.映画批評家協会賞    | 主演男優賞     | ノミネート | ヴィゴ・モーテンセン         |
| 第8回ワシントンD.C.映画批評家協会賞    | 脚色賞         | ノミネート | ジョー・ペンホール           |
| 第66回ヴェネツィア国際映画祭           | 金獅子賞       | ノミネート | ジョン・ヒルコート           |
| 第13回トロント映画批評家協会賞         | 主演男優賞     | ノミネート | ヴィゴ・モーテンセン         |
| 第8回ユタ映画批評家協会賞              | 主演男優賞     | 受賞       | ヴィゴ・モーテンセン         |
| 第3回ヒューストン映画批評家協会賞      | 主演男優賞     | ノミネート | ヴィゴ・モーテンセン         |
| 第14回サテライト賞                     | 美術賞         | ノミネート | クリス・ケネディ             |
| 第14回サンディエゴ映画批評家協会賞     | 主演男優賞     | ノミネート | ヴィゴ・モーテンセン         |
| 第14回サンディエゴ映画批評家協会賞     | 撮影賞         | 受賞       | ハビエル・アギーレサロベ     |
| 第15回クリティクス・チョイス・アワード | 主演男優賞     | ノミネート | ヴィゴ・モーテンセン         |
| 第15回クリティクス・チョイス・アワード | 若手俳優賞     | ノミネート | コディ・スミット＝マクフィー |
| 第15回クリティクス・チョイス・アワード | メイクアップ賞 | ノミネート |                              |
| 第63回英国アカデミー賞                 | 撮影賞         | ノミネート | ハビエル・アギーレサロベ     |
| 第36回サターン賞                       | 主演男優賞     | ノミネート | ヴィゴ・モーテンセン         |
| 第36回サターン賞                       | 若手俳優賞     | ノミネート | コディ・スミット＝マクフィー |